# Ganjalagunte, Madhugiri
Ganjalagunte là một làng thuộc tehsil Madhugiri, huyện Tumkur, bang Karnataka, Ấn Độ.